# Schmardaea microphylla
Schmardaea microphylla là loài thực vật thuộc Họ Xoan. Loài được tìm thấy ở Colombia, Ecuador, Peru, và Venezuela.